# 錢櫃 (雜誌)
《錢櫃》（英語：或），是美国的一份音乐杂志，于1942年7月到1996年11月发行。在停刊十年后，该杂志以“钱柜杂志”（Cashbox Magazine）为名复刊，成为每周发行的電子雜誌，并在特别时期会发布实体版本。